# Mami Adachi
Mami Adachi (jap. 足立 真美 Adachi Mami; * 18. März 1996 in Saitama) ist eine ehemalige japanische Tennisspielerin.

## Karriere
Adachi begann mit sechs Jahren mit dem Tennissport und sie bevorzugte den Hartplatz. Auf der ITF Women’s World Tennis Tour konnte sie keinen Titel gewinnen.
2011 erreichte sie zusammen mit ihrer Partnerin Riko Sawayanagi das Achtelfinale im Juniorinnendoppel in Wimbledon.
2013 erreichte sie bei den Australian Open im Juniorinneneinzel die zweite Runde. Bei den US Open erreichte sie zusammen mit ihrer Partnerin Hikari Yamamoto das Viertelfinale im Juniorinnendoppel.

## College Tennis
2014 bis 2018 spielte Mami Adachi für die Damentennismannschaft der Wildcats der University of Kentucky.
In der College-Tennis-Saison 2015/16 unterlag sie zusammen mit ihrer Partnerin Aldila Sutjiadi im Finale der ITA Masters der Paarung Giuliana Olmos und Gabby Smith mit 2:6 und 2:6. Bei den ITA National Intercollegiate Indoor Championships standen die beiden im Finale, das sie gegen Hayley Carter und Whitney Kay mit 6:4, 4:6 und [6:10] verloren. 
In der College-Tennis-Saison 2016/17 holten sie bei den ITA National Intercollegiate Indoor Championships den Titel gegen Jada Hart und Ena Shibahara mit 6:3 und 6:4. Bei den NCAA Division I Tennis Championships 2017 erreichten sie das Viertelfinale im Damendoppel.